# Cucina bergamasca
La cucina bergamasca è caratterizzata da piatti che utilizzano i prodotti tipici del territorio, come il branzi (formaggio) e il taleggio, la polenta di mais o di grano saraceno e la pasta fatta in casa, come i tipici casoncelli.

## Piatti tipici

### Antipasti
- Polenta taragna, tipica anche delle provincia di Sondrio, Brescia e Lecco, è una polenta di mais e grano saraceno, condita con burro e branzi.
- Polenta e pica sö, piatto della cucina antica, composto da pezzi di polenta farciti con aringa affumicata.
- Schissöl[1], piatto a base di polenta di mais, farcito con taleggio
- Margottini, tortini preparati con semolino e ripieni di formaggio e uova.
- Cicoria e formaggio strachitunt
- Parüch (spinacio selvatico, detto anche Buon Enrico), con panna e salame
- Bertagni', piatto a base di merluzzo in insalata.

### Primi piatti
- Casoncelli bergamaschi, pasta fresca ripiena di carne, amaretti, uvetta e grana, condita con pancetta, burro e salvia
- Scarpinocc di Parre, pasta fresca tipica della località di Parre, che presenta una tipica forma ad ali d'uccello, ripieni di magro
- Foiade bergamasche, pasta fresca tagliati a quadrati, solitamente condita con ragù di carne o funghi
- Bertù di San Lorenzo [2], raviolo fatto con farina integrale ripieno di salamella bergamasca o cotechino, formaggio e pane.
- Tósei di Rovetta [3]: raviolo con ripieno di formaggio.
- Casoncelli al formaggio nero della nóna[4]: tipici della Val di Scalve sono preparati con il locale Formaggio della Nóna.

### Secondi piatti
- Capù o Nosecc[1], tipici involtini di verza, ripieni di carne o di magro
- Coniglio al Valcalepio, coniglio insaporito con pancetta e rosmarino e cotto nel vino Valcalepio rosso
- Uccelli scappati, piatto della tradizione, composto da spiedini di involtini di carne avvolti nella pancetta; "scappati" perché non ci sono veramente uccelli nel piatto
- Mandibola di Santa Lucia, piatto della tradizione antica, che veniva cucinato nel giorno di Santa Lucia, composto da mandibola di manzo cotta nel vino
- Cassoeula, piatto tipico di gran parte della regione Lombardia, realizzato con verze e parti povere del maiale (cotenna, salamini, piedini e costine)
- Tuio, piatto a base di tacchino consumato tradizionalmente a Piario il giorno di Sant'Antonio Abate.
- Cotechino e verze
- Stinco di maiale

### Dolci
- Polènta e osèi (dolce), dolce tipico, fatto con pan di spagna, ripieno di crema al burro, ricoperto di marzapane e uccelletti al cioccolato
- Torta del Donizetti[5], torta soffice a forma di ciambella, con frutta candita
- Torta di Treviglio[6], torta a base di pastra frolla e mandorle
- Gelato Stracciatella
- Biscotto di Clusone [7]: un biscotto a losanga tipico di Clusone dove l'impasto è un misto tra amaretto e meringa. Metà del biscotto è ricoperta di cioccolato.
- Maiàssa [8]: dolce tipico di Gromo che prevede l'aggiunta all'impasto di porro fresco. Viene preparata solitamente per il venerdì santo.
- Cruca [9]: focaccia dolce tipica di Gandino preparata in periodo pasquale.
- Schissada: tipo di pane dolce con uvetta.
- Moroncelli [10]: tipo di casoncelli dolci la cui ricetta è stata inventata ad Albino.

## Prodotti tipici

### Formaggi
- Agrì di Valtorta
- Bitto
- Branzi
- Formaggio Nero della Nóna della Valle di Scalve
- Formai de Mut
- Scalèt di Lizzola
- Strachitunt
- Taleggio

### Salumi
- Salame bergamasco;
- Testina (o coppa di testa) bergamasca [11]
- Salame della Valle di Scalve
- Prosciutto crudo "Il Botto"[12]

### Coltivazioni
- Mais spinato di Gandino
- Mais rostrato di Rovetta
- Mais nostrano dell'Isola
- Mais rostrato di Ambivere
- Patata di Rovetta
- Scarola dei colli di Bergamo

### Vini e liquori
- Moscato di Scanzo - DOCG
- Valcalepio - DOC
- Colleoni - DOC
- Amaro 13 erbe: digestivo solitamente usato dai boscaioli, nato a Gromo intorno alla metà del Novecento;